# Lisa Westerhof
Lisa Westerhof est une skipper néerlandaise née le 2 novembre 1981 à De Bilt. 

## Carrière
Lisa Westerhof est médaillée de bronze en 470 avec Lobke Berkhout aux Jeux olympiques d'été de 2012.